# Gilles Kepel
Gilles Kepel (París, 30 de junio de 1955) es un politólogo, orientalista y académico francés. Es especialista del islam y del mundo árabe. Desde febrero de 2016 es nombrado Director de la Cátedra de Excelencia Medio Oriente Mediterráneo de la Universidad París Ciencias y Letras (PSL) en la Escuela Normal Superior y dirige el seminario mensual “Violencia y Dogma: uso del pasado en el islamismo contemporáneo”. 

## Trayectoria
Se diplomó en árabe y en filosofía, además de ser doctor en sociología y en ciencias políticas. Ha sido profesor en la Universidad de Nueva York en 1994 y en la Universidad de Columbia, en 1995 y 1996. Es académico y director de la cátedra «Oriente Medio Mediterráneo» del Instituto de Estudios Políticos de París (Sciences-Po). Es, además, director científico del primer ciclo sobre el Oriente Medio Mediterráneo del Instituto de Estudios Políticos de Menton. 
En su ensayo Jihad (2000), analiza el desarrollo del islam político, concluyendo que su radicalismo actual es señal inequívoca de su declive. Esta tesis la confirma el atentado del 11 de septiembre de 2001 y Kepel la reafirma en Fitna (2004), donde presenta al islamismo como una forma de guerra civil en el corazón del islam.
Luego de una formación clásica, inicia su aprendizaje del árabe en el Medio Oriente en 1974. Estudia Filosofía e inglés para luego finalizar su formación en árabe en el Instituto Francés de Damasco en 1978 y egresar de Sciences Po. en 1980.
Al iniciar su trayectoria académica y en investigación, Gilles Kepel se especializa en los movimientos islamistas contemporáneos y trabaja por un periodo de tres años en el Centro de Estudios y Documentación Económicos, Jurídicos y Sociales (CEDEJ) en Egipto. Durante ese periodo, lleva a cabo un trabajo de campo en el marco de su tesis doctoral que defiende en 1983. De este primer trabajo de investigación sobre los movimientos islamistas en Egipto sale su primer libro titulado Faraón y el Profeta (1984, 1.ª edición francesa). Una obra precursora en la que analiza el islamismo militante contemporáneo y que sigue siendo una referencia universitaria a nivel mundial.
De vuelta en Francia, ingresa a la carrera de investigador del Centro Nacional de la Investigación Científica (CNRS).  Inicia un trabajo de campo sobre el desarrollo del Islam en tanto fenómeno social y político. A raíz de esta investigación, publica el libro Les Banlieues de l’Islam. Naissance d’une religion en France (1987, 1.ª edición francesa), obra pionera sobre el islam en Occidente.
En 1991, publica La revancha de Dios. Cristianos, judíos y musulmanes a la reconquista del mundo (traducido en 19 idiomas). Un estudio comparativo de los movimientos político-religiosos que emanan del judaísmo, del islam y del cristianismo. En 1993 es nombrado Profesor Asociado de la Universidad de Nueva York.  Realiza trabajo de campo entre las poblaciones musulmanes afroamericanas de Estados Unidos y publica Al oeste de Alá. La penetración del Islam en Occidente en 1994 (1.ª edición francesa). En 1993, defiende su Habilitación (HDR) frente un jurado compuesto por los profesores René Rémond (Presidente de Sciences Po en ese entonces), Rémy Leveau, Ernest Gellner, Alain Touraine y André Miquel. 
Nombrado Director de Investigaciones en el CNRS en 1995 y luego profesor Asociado en Columbia y en la Universidad de Nueva York, publica un nuevo libro La Yihad (2000, 1.ª edición francesa), estudio global sobre el mundo musulmán que abarca desde Indonesia hasta África. Aunque este libro, traducido en 12 idiomas, goza de un gran éxito en el momento de su publicación, se ve fuertemente criticado después de los atentados del 11 de septiembre de 2001 puesto que Gilles Kepel había insistido sobre el fracaso del Islam político y su incapacidad a movilizar. De forma retrospectiva, Gilles Kepel analiza este fracaso del islam político a fines de los años 1990 como el fin de la primera etapa del Yihad en el marco de lo que llama “la dialéctica del yihadismo”. Es en esos términos que describe el pasaje de una primera fase de lucha en contra del “enemigo cercano” a una segunda fase, manifestada por un movimiento como Al Qaeda, de “lucha contra un enemigo lejano”. Segunda fase que resulta ser a su vez un fracaso, puesto que no logra movilizar a las masas musulmanas bajo la bandera de los Yihadistas. De manera que a este segundo período sucede un tercero caracterizado por la predominancia de las redes yihadistas en el territorio europeo, el Medio Oriente y África del Norte. Fenómeno que Gilles Kepel estudia en forma pormenorizada en su libro Fitna. Guerra en el corazón del Islam (1.ª edición francesa 2004) así como también en Terror y Martirio. El reto de la civilización (1.ª edición francesa 2008).  En 2006, junto a sus estudiantes, Gilles Kepel coedita Al Qaeda a través de sus textos en el que analiza los escritos de los ideólogos yihadistas Abdallah Azzam, Oussama Ben Laden, Ayman al-Zawahiri y Abou Moussab Al-Zarkaoui
Nombrado profesor de Ciencias Políticas en Sciences Po., crea el Campus Medio Oriente Mediterráneo así como también el Foro EuroGolfo. En paralelo a la dirección de más de 40 tesis de doctorado, Gilles Kepel funda la Colección “Oriente Próximo” en las Prensas Universitarias de Francia (PUF). Colección que consta de 23 volúmenes publicados entre 2004 y 2017.
En diciembre de 2010, mes de la inmolación de Mohammed Bouazizi en Sidi Bouzid (Tunes) e inicio de la llamada “Primavera Árabe”, Sciences Po. toma la decisión de cerrar la Cátedra Medio-Oriente Mediterráneo. Gilles Kepel es nombrado Miembro Senior del Instituto Universitario de Francia por un periodo de 5 años  (2010-2015), lo que le permite volver a realizar trabajos de campo. Entre 2009-2010, es profesor invitado en la London School of Economics.
En 2012, luego de haber llevado a cabo un trabajo de campo de un año en Clichy-Montfermeil con un grupo de estudiantes suyos, publica Banlieue de la République, una investigación detallada sobre las revueltas que estallaron en los barrios marginales de Francia en 2005. En su siguiente libro, Noventa y tres (2012) examina la evolución del islam en Francia, 25 años después de la publicación del pionero Les Banlieues de l’Islam. 
En 2013, describe las revoluciones árabes en el libro Pasión Árabe (Premio Pétrarque otorgado por France Culture y Mejor libro del año según el diario Le Monde).
En 2014, publica Pasión Francesa en el que se interesa por la primera generación de candidatos a las elecciones legislativas hijos de la inmigración musulmana en Roubaix y Marsella. Se trata del tercer libro de la tetralogía de Gilles Kepel que se cierra con Terror en el Hexágono (2015). Un libro que da cuenta de la naturaleza y de los efectos producidos por los atentados yihadistas en Francia. La publicación de este best-seller instala Gilles Kepel como una figura intelectual de envergadura, pero a su vez lo convierte en un nuevo blanco de los yihadistas.
En La Fractura (2016), libro que recoge sus crónicas realizadas en Radio France Culture entre 2015 y 2016, Gilles Kepel analiza el impacto del yihadismo y ve en el fortalecimiento de los partidos de extrema-derecha un efecto posible de la proliferación de los atentados en territorio francés y europeo. En 2017, publica La Laicidad contra la fractura (Ed. Privat), producto de una conferencia dictada en Toulouse en otoño de 2016.
En febrero de 2016, Gilles Kepel es nombrado Director de la Cátedra de Excelencia Medio Oriente Mediterráneo de la Universidad París Ciencias y Letras (PSL) en la Escuela Normal Superior. Dirige el seminario mensual “Violencia y Dogma: uso del pasado en el islamismo contemporáneo”.

## Publicaciones
- Faraón y el profeta (El Aleph, Barcelona, 1988)
- Les banlieues de l'Islam. Naissance d´une religion en France (1987)
- La revancha de Dios (Alianza editorial, 1991)
- El Oeste de Alá (Paidós, 1995)
- Allah in the West: Islamic movements in America and Europe (1997)
- Crónica de una guerra de oriente (Península, 2001)
- La Yihad: expansión y declive del islamismo (Península, Barcelona, 2002)
- Chronique d'une guerre d'Orient, automne 2001. Brève chronique d'Israël et de Palestine, avril-mai 2001 (2002)
- Bad moon rising: A chronicle of the Middle East today (2003)
- Jihad: the Trail of political Islam (2004)
- Fitna: Guerra en el corazón del Islam (Paidós Ibérica, Barcelona, 2004)
- The roots of radical Islam (2005)
- Du Jihad à la Fitna (2005)
- Al-Qaeda dans le texte (2005), con Jean-Pierre Milelli
- Las políticas de Dios (Norma, Bogotá, 2006)
- El terror entre nosotros. Una historia de la yihad en Francia (Ed. Península, Barcelona, 2016)

## Artículos y entrevistas
- The war for Muslim minds: an interview with Gilles Kepel
- The trail of political Islam
- Tightrope walks and chessboards: an interview with Gilles Kepel
- PBS:"Al Qaeda's New Front" Interview with Gilles Kepel
- Entrevista (en francés) en Radio France Internationale (consultado el 7 de enero de 2017)
- Gilles Kepel, politólogo: «Para que se haga justicia en el atentado de Magnanville, es importante arrojar luz sobre el funcionamiento del terrorismo yihadista».
- Gilles Kepel: «Con el atentado contra Salman Rushdie, ¿ha superado el yihadismo chiita la lógica estatal de sus creadores iraníes?»